# شهرستان ژنبا
شهرستان ژنبا (به لاتین: Zhenba County) یک شهرستان‌های جمهوری خلق چین در چین است که در هانژونگ واقع شده‌است.
 شهرستان ژنبا ۳٬۴۳۷ کیلومتر مربع مساحت و ۲۸۰٬۰۰۰ نفر جمعیت دارد.